# Cheryl Benard
Cheryl Benard (* 1953 in New Orleans) ist eine amerikanisch-österreichische Sozialwissenschaftlerin, Sachbuch- und Romanautorin und ehemalige Kinderdarstellerin. Sie ist bekannt für ihre zusammen mit Edit Schlaffer verfassten kritisch-feministischen Bücher, wie Mütter machen Männer oder Lasst endlich die Männer in Ruhe.

## Leben
Cheryl Benard erhielt von der Universität Wien ein Doktorat sowie einen Bachelor von der Amerikanischen Universität Beirut.
Als Autorin setzt sich Benard sich auseinander mit der Rolle der Frau, jugendlicher Radikalisierung in der europäischen Diaspora und Säkularisierung in Bezug auf den Islam. Sie leitet die internationale Kulturorganisation Alliance for the Restoration of Cultural Heritage (ARCH), die sich mit dem Schutz von materiellem und immateriellem Kulturgut in Krisengebieten befasst. Sie ist Beraterin der RAND Corporation, wo sie die Forschungsinitiativen Initiative for Middle Eastern Youth (IMEY zu Deutsch „Initiative für die Jugend im Nahen Osten“) und Alternative Strategien (Alternative Strategies Initiative) leitete. Zusammen mit der Sozialwissenschaftlerin Edit Schlaffer leitete sie von 1992 bis zu deren Schließung 2005 die Ludwig-Boltzmann-Forschungsstelle für Politik und zwischenmenschliche Beziehungen in Wien.
In ihrer Studie Civil Democratic Islam von 2004 empfiehlt sie, islamische Reformer sowie Strömungen, die eine Säkularisierung befürworten, zu unterstützen, und äußert sich kritisch zu den Ansichten und Programmen von radikalen Islamisten.
Sie ist verheiratet mit Zalmay Khalilzad, dem ehemaligen US-amerikanischen Botschafter in Afghanistan, im Irak und bei den Vereinten Nationen und heutigem Mitglied des rechtskonservativen Think Tanks „Project for the New American Century“. Sie haben zwei Kinder.

## Auftritte als Kinderdarstellerin
Als Kind spielte Cheryl Benard in insgesamt sechs deutschen Filmproduktionen mit, davon allein vier im Jahr 1958. Ihren markantesten Auftritt hatte sie an der Seite von Marianne Koch in dem Heimatfilm Die Landärztin (1958) in der Rolle des Hannerl. Das letzte Mal war sie 1964 in der Fernsehproduktion (Südwestfunk) Die reinsten Engel zu sehen.
- 1958: Heimatlos
- 1958: Der Sündenbock von Spatzenhausen
- 1958: Die Landärztin
- 1958: Kleine Leute mal ganz groß
- 1961: Toller Hecht auf krummer Tour
- 1962: Ein Amerikaner in München (Dokumentarfilm)
- 1964: Die reinsten Engel (TV)

## Veröffentlichungen
Sachbücher
- The Government of God: Iran's Islamic Republic (1984) (zusammen mit Zalmay Khalilzad) ISBN 0-231-05376-2
  - deutsch: Gott in Teheran. Irans Islamische Republik. Aus dem Amerikanischen vom Charlotte Blaschke, Suhrkamp Verlag, Frankfurt am Main 1988
- Turning on the Girls (2002) ISBN 0-7434-4291-1
- Einsame Cowboys. Jungen in der Pubertät (2002) ISBN 3-423-36295-2
- Veiled Courage: Inside the Afghan Women's Resistance (2002) ISBN 0-7679-1301-9
- Civil Democratic Islam: Partners, Resources, and Strategies (2004) ISBN 0-8330-3438-3
- Eurojihad, Patterns of Islamist Radicalization and Terrorism in Europe," (mit Angel Rabasa) (2014) ISBN 978-1-107-43720-3

Romane
- Moghul Buffet (1998) ISBN 978-0-374-21179-0
- Murder in Peshawar (2000) ISBN 978-0-14-029648-8
- The Prophet's Daughter
  - Deutsch: Der Tod der Gazelle (1997) ISBN 978-3-498-00588-7

### Zusammen mit Edit Schlaffer
- Die ganz gewöhnliche Gewalt in der Ehe. Texte zu einer Soziologie von Macht und Liebe. Reinbek bei Hamburg 1978: Rowohlt
- Der Mann auf der Straße. Über das merkwürdige Verhalten von Männern in ganz alltäglichen Situationen. Reinbek bei Hamburg 1980: Rowohlt
- Notizen über Besuche auf dem Land. Ein grauer Blick ins Grüne. Reinbek bei Hamburg 1981: Rowohlt
- Die Grenzen des Geschlechts. Anleitung zum Sturz des Internationalen Patriarchats. Reinbek bei Hamburg 1984: Rowohlt
- Liebesgeschichten aus dem Patriarchat. Von der übermäßigen Bereitschaft der Frauen, sich mit dem Vorhandenen zu arrangieren. Reinbek bei Hamburg 1984: Rowohlt
- Viel erlebt und nichts begriffen. Die Männer und die Frauenbewegung. Reinbek bei Hamburg 1985: Rowohlt
- Im Dschungel der Gefühle. Expeditionen in die Niederungen der Leidenschaft. Reinbek bei Hamburg 1987: Rowohlt
- Rückwärts und auf Stöckelschuhen... können Frauen so viel wie Männer. Köln 1989: Kiepenheuer & Witsch
- Laßt endlich die Männer in Ruhe.oder Wie man sie weniger und sich selbst mehr liebt. Reinbek bei Hamburg 1990: Rowohlt
- Sag uns, wo die Väter sind. Von der Arbeitssucht und Fahnenflucht des zweiten Elternteils Reinbek bei Hamburg 1991: Rowohlt
- Ohne uns seid ihr nichts. Was Frauen für Männer bedeuten. München 1992: Heyne
- Mütter machen Männer. Wie Söhne erwachsen werden. München 1994: Heyne
- Grenzenlos weiblich. Das schwache Geschlecht: stark im kommen. München 1995: Heyne
- Das Kind, das seinen Vater mit einem Samstag verwechselte. München 1996: Heyne
- Wie aus Mädchen tolle Frauen werden. Selbstbewußtsein jenseits aller Klischees (1997) ISBN 3-453-17264-7